# Stopa tonalna
Stopa tonalna – stosowana w poezji pisanej w językach tonalnych, np. w językach chińskich, nieco podobna do stopy metrycznej w poezji łacińskiej, greckiej itd. W chińskiej tradycji stopa tonalna składa się z tonów równych (平) lub nierównych (仄).  W języku archaicznym istniały cztery tony, choć nie udało się ich zrekonstruować. Pierwszy był równy i nosił nazwę píng (平), pozostałe trzy - 上、去 i 入 - uznawano za nierówne. System tonalny we współczesnym języku chińskim (putonghua) różni się od klasycznego, dlatego stare wiersze czytane we współczesnej lekcji mogą mieć zakłóconą stopę tonalną. Niektóre dialekty (języki) chińskie zachowały większą zgodność z klasycznym systemem, np. kantoński. Uważa się, że stara poezja lepiej w brzmi odczytana w tych dialektach.
W zależności od liczby sylab w wersie istnieją dziesiątki stóp tonalnych, np. 平平仄仄仄平平, 平平平仄仄, 平平仄仄 itd. Stosowanie stopy tonalnej często polegało na inwersji, tj. jeżeli w pierwszym wersie (zwanym chuju, 出句) użyto stopy 仄仄平平仄 to w wierszu kolejnym (zwanym duiju, 對句) należy użyć jej przeciwieństwa, tj. 平平仄仄平. Przykładowo w wierszu 《春望》Du Fu użyta została taka właśnie technika wersyfikacji:
國破山河在

（仄仄平平仄）

城春草木深

（平平仄仄平）